# Conferência Mundial Menonita
La Conferência Mundial Menonita (em inglês:   Mennonite World Conference) é uma associação cristã evangélica menonita internacional de Igrejas. Sua sede está em Kitchener, Canadá.

## Historia
A organização foi fundada na Primeira Conferência Mundial Menonita em Basel, Suíça, em 1925 para comemorar 400 anos de Anabatismo. Desde então, esse encontro acontece a cada 5 anos, e um secretariado permanente garante o vínculo entre as igrejas. De acordo com um censo de denominação de 2022, tem 109 denominações de membros em 59 países e 1,47 milhão de membros batizados em 10.300 igrejas.

## Crenças
A Conferência tem uma confissão de fé anabatista.

## Organizações afiliadas

### GMF
A Global Mission Fellowship (GMF) tem 71 organizações membros missionárias. 

### GASN
A Rede Global de Serviços Anabatistas (GASN) apoia projetos de ajuda humanitária. 